# Цементаційна труба
Цементаційна труба (англ. cement-injection pipe; нім. Zementierleitung f, Zementierrohr n) — металева труба, що опускається в цементаційну свердловину за циркуляційною схемою нагнітання розчину при тампонуванні. З'єднується трубопроводом із цементним насосом. Надлишковий потік розчину підіймається по кільцевому простору між цементною трубою та стінками свердловини.